# Norman Wilner
Norman Wilner é um crítico de cinema e programador de festivais canadense, mais conhecido como crítico de cinema de longa data do jornal semanal alternativo Now, de Toronto.
Anteriormente escritor de uma variedade de publicações, incluindo o Toronto Star e as edições canadenses da rede de jornais Metro, ele se juntou à Now em 2008 como seu redator sênior de cinema. Em uma entrevista de 2014 com o escritor do Toronto Star, Eric Veillette, ele atribuiu seu interesse por cinema à influência de seu avô Percy, um antigo proprietário do extinto cinema Orpheum de Toronto. Depois que a Now foi adquirida pela Media Central Corporation em 2019, tornando-se uma publicação irmã do The Georgia Straight de Vancouver, suas críticas também apareceram algumas vezes nessa publicação.
Pouco depois de a Media Central anunciar que estava entrando com pedido de falência em abril de 2022, ele deixou a publicação para assumir um emprego como programador para as iniciativas digitais do Festival Internacional de Cinema de Toronto. Após a aposentadoria de Steve Gravestock do festival no final de 2022, ele se tornou o principal programador do festival para filmes canadenses, começando com o Festival Internacional de Cinema de Toronto de 2023, antes de deixar a equipe de programação do festival em 2025.
Ele também atuou como secretário e vice-presidente da Toronto Film Critics Association de 2008 a 2016, e como apresentador do Someone Else's Movie, um podcast onde entrevista uma figura da indústria cinematográfica sobre o trabalho de outros cineastas que eles admiram.
Seu irmão, Mike Wilner, é jornalista esportivo do Toronto Star e ex-locutor de jogos do Toronto Blue Jays.